# Jean-Baptist-Marie-Anne-Antoine de Latil
Jean-Baptiste Marie Anne Antoine de Latil (ur. 6 marca 1761 na Wyspie Świętej Małgorzaty, zm. 1 grudnia 1839 w Gémenos) – francuski kardynał.

## Życiorys
Urodził się 6 marca 1761 roku na Wyspie Świętej Małgorzaty, jako syn Antoine’a de Latila i Gabrielle-Thérèse de Magny. W 1784 roku przyjął święcenia kapłańskie. Odmówił przyjęcia Konstytucji cywilnej kleru i opuścił Francję. W 1792 roku powrócił i został osadzony w Montfort-l’Amaury. Po uwolnieniu udał się do Anglii, gdzie został skarbnikiem Karola X. 8 marca 1816 roku został tytularnym arcybiskupem Amyclae, a 7 kwietnia przyjął sakrę. Rok później został biskupem Chartres, jednak diecezją objął dopiero w 1821 roku. Trzy lata później został arcybiskupem Reims. Rok później został odznaczony Orderem Ducha Świętego i koronował Karola X. 13 marca 1826 roku został kreowany kardynałem prezbiterem i otrzymał kościół tytularny San Sisto. Zmarł 1 grudnia 1839 roku w Gémenos.